# Взрыв на танкере «Гавана»

## Происшествие
Ночью 28 сентября 1981 года к причалу № 6 нефтегавани Шесхарис был поставлен под погрузку сырой нефтью танкер «Гавана» дедвейтом 50770 тонн, принадлежащий Приморскому морскому пароходству.
После откачки балласта вечером началась погрузка нефти. 29 сентября в 3 часа 20 минут после полуночи в нефтерайоне прогремел взрыв. Погрузка была немедленно прекращена, объявлена тревога, в считанные минуты экипаж эвакуировался, включая 4 раненых моряков, Один человек, находившийся непосредственно в эпицентре взрыва, погиб.
Об аварии сразу доложили руководству порта. Через 12 минут после взрыва к борту танкера прибыли пожарные машины, со стороны моря подошли пожарный катер и буксиры. В З часа 35 минут начались пенная атака и орошение водой надстройки и грузовой палубы в районе взрыва. Вскоре на место аварии прибыло руководство порта. Быстрыми и слаженными действиями удалось предотвратить развитие пожара, В 5 часов 20 минут после произведенной разведки и оценки ситуации на судне и на берегу был дан отбой тревоги.

## Причины
Расследование причин аварии проводил капитан порта. Как выяснилось в результате расследования, погрузочная бригада была должным образом проинструктирована о правилах пожарной безопасности старшим помощником капитана. Руководителю погрузки был вручен табельный взрывобезопасный аккумуляторный фонарь, однако в ходе работ батарея фонаря разрядилась, и в дальнейшем погрузочная команда использовала обычный батарейный фонарь, принесенный бригадиром.
По заключению экспертизы эпицентр взрыва находился в районе расширителя центрального танка №5, именно в том месте, где находился погибший матрос, в момент взрыва осуществлявший замеры пустот с помощью нетабельного электрического фонаря. Шланговое помещение средней надстройки и горизонтальный коффердам под ней были сильно загазованы парами сырой нефти. Смотровые люки расширителей грузовых центральных танков №4 и №5 были открыты для замера, и через них происходило интенсивное поступление паров нефти. Источником воспламенения явилась искра между контактами выключателя нетабельного фонаря.
Комиссией по расследованию аварии с учетом существования опасности повторения подобных случаев был рекомендован ряд мероприятий, вплоть до внесения предложений по конструктивным изменениям в судовом оборудовании контроля загазованности на судах типа «София», которые впоследствии были приняты и внедрены Минморфлотом СССР.